# The All-American Rejects
The All-American Rejects sind eine US-amerikanische Rock-Gruppe aus Stillwater, Oklahoma.

## Bandgeschichte

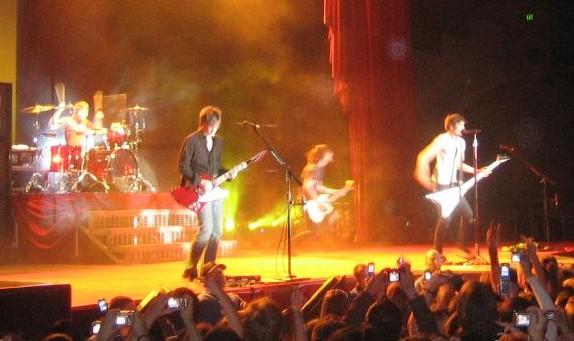
The All-American Rejects, 2006

Die Band wurde 1998 von den damaligen Highschoolschülern Tyson Ritter und Nick Wheeler während einer Party gegründet. Zunächst spielte die Band auf kleineren Veranstaltungen in Stillwater.
Der Bandname leitet sich von der Textzeile „So when the smoke clears here I am, your reject all-American“ aus dem Song Reject der Band Green Day ab.
Im Frühjahr 2000 brachten sie ihr erstes selbständig produziertes Album Same Girl, New Songs heraus, mit dem sie sich eine Fangemeinde aufbauten, die jedoch örtlich begrenzt war.
Nach dem Ende ihrer Tour 2001 unterzeichneten sie einen Vertrag bei dem Label Doghouse Records.
2002 wurde das Debütalbum erneut auf den Markt gebracht. Es wurde über 1.000.000 Mal verkauft und erreichte damit Platin-Status. Auf dem Album ist auch das bis zum Charterfolg 2008/2009 wohl bekannteste Lied der Band Swing, Swing zu finden. Da dies bis 2005 der einzige große Erfolg der Band war, wurden sie oft auch als ein One-Hit-Wonder bezeichnet.
2005 erschien ihr zweites Album Move Along, das sie bei dem Label DreamWorks veröffentlichten. Die ersten beiden Singles aus diesem Album, Dirty Little Secret, welches in Pro Evolution Soccer 2010 übernommen wurde, und Move Along, schafften es beide in die US-amerikanischen Charts. Das Musikvideo zu Move Along wurde bei den MTV Video Music Awards 2006 als Sieger in der Kategorie „Best Group Video“ gekürt.
Am 16. Dezember 2008 erschien ihr neues Album When the World Comes Down in Amerika.
Die erste Single Gives you Hell schaffte es bis auf Platz 15 der Deutschen Single-Charts, wodurch The All-American Rejects auch ihr Durchbruch in Deutschland gelang. Die Single gilt als meistgespielter Song im Radio (Stand: Mai 2009).
Als zweite Single erschien in den Vereinigten Staaten The Wind Blows und in Deutschland I Wanna die bisher allerdings nicht an den Erfolg der ersten Single anknüpfen konnte. Als dritte Single wird in den Vereinigten Staaten Real World veröffentlicht, in Deutschland The Wind Blows.
Ab dem 27. Februar 2011 nahm die Band ihr viertes Album mit dem Titel Kids in the Street auf, das im darauffolgenden Jahr erschien. Am 10. Juli 2019 verkündete die Band, einen Vertrag bei Epitaph Records unterschrieben zu haben. Sechs Tage später veröffentlichten The All-American Rejects die Single Send Her to Heaven mitsamt Musikvideo. Die Single Me Vs. The World wurde am 20. November 2020 unter der Ansage veröffentlicht, dass sämtliche Einnahmen des Songs für den MusiCares COVID-19 Relief Fund gespendet werden würden, dessen Ziel es war, Schaffende innerhalb der Musik Industrie zu unterstützen, die aufgrund der COVID-19-Pandemie ihrer Arbeit nicht weiter nach gehen konnten. 
Im Oktober 2022 traten The All-American Rejects auf dem When We Were Young Festival in Las Vegas auf. 
Ebenfalls im Oktober 2022 gründeten Tyson Ritter und Scott Chesak, welcher bei All-American-Rejects-Konzerten Keyboard spielt zusammen mit Gitarrist Izzy Fontaine die Band Now More Than Ever. Das Debüt-Album Creatrix wurde im März 2023 veröffentlicht. Am 3. April 2023 kündigten The All-American Rejects ihre erste ausgiebige Headlinertour durch die Vereinigten Staaten seit mehr als sechs Jahren an. Die Tour wird unter dem Tourtitel Wet Hot All-American Summer vom August 2023 bis Oktober 2023 in 27 unterschiedlichen Städten stattfinden und die Szenen-Veteranen New Found Glory, The Starting Line, Motion City Soundtrack und The Get Up Kids im Vorprogramm haben.

## Diskografie

### Studioalben
| Jahr | Titel Musiklabel                                         | Höchstplatzierung, Gesamtwochen, AuszeichnungChartplatzierungen (Jahr, Titel, Musiklabel, Platzierungen, Wochen, Auszeichnungen, Anmerkungen) | Höchstplatzierung, Gesamtwochen, AuszeichnungChartplatzierungen (Jahr, Titel, Musiklabel, Platzierungen, Wochen, Auszeichnungen, Anmerkungen) | Höchstplatzierung, Gesamtwochen, AuszeichnungChartplatzierungen (Jahr, Titel, Musiklabel, Platzierungen, Wochen, Auszeichnungen, Anmerkungen) | Höchstplatzierung, Gesamtwochen, AuszeichnungChartplatzierungen (Jahr, Titel, Musiklabel, Platzierungen, Wochen, Auszeichnungen, Anmerkungen) | Höchstplatzierung, Gesamtwochen, AuszeichnungChartplatzierungen (Jahr, Titel, Musiklabel, Platzierungen, Wochen, Auszeichnungen, Anmerkungen) | Anmerkungen                             |
| Jahr | Titel Musiklabel                                         | DE | AT | CH | UK | US | Anmerkungen                             |
| ---- | -------------------------------------------------------- | --- | --- | --- | --- | --- | --------------------------------------- |
| 2002 | The All-American Rejects Interscope Records (UMG)        | — | — | — | UK50 Silber · (6 Wo.)UK | US25 Platin · (41 Wo.)US | Erstveröffentlichung: 15. Oktober 2002  |
| 2005 | Move Along Interscope Records (UMG)                      | — | — | — | UK45 Gold · (6 Wo.)UK | US6 ×3Dreifachplatin · (96 Wo.)US | Erstveröffentlichung: 11. Juli 2005     |
| 2008 | When the World Comes Down DGC / Interscope Records (UMG) | DE35 (6 Wo.)DE | AT39 (10 Wo.)AT | — | UK48 Silber · (3 Wo.)UK | US15 Platin · (37 Wo.)US | Erstveröffentlichung: 16. Dezember 2008 |
| 2012 | Kids in the Street DGC / Interscope Records (UMG)        | — | — | — | UK34 (1 Wo.)UK | US18 (3 Wo.)US | Erstveröffentlichung: 26. März 2012     |

### EPs
| Jahr | Titel                                      | Anmerkungen                             |
| ---- | ------------------------------------------ | --------------------------------------- |
| 2001 | Same Girl, New Songs                       | Erstveröffentlichung: 2001              |
| 2005 | The Bite Back EP                           | Erstveröffentlichung: 13. Dezember 2005 |
| 2008 | The All-American Rejects Soundcheck Vol. 1 | Erstveröffentlichung: 16. Dezember 2008 |
| 2009 | Gives You Hell: The Remixes                | Erstveröffentlichung: 3. Februar 2009   |
| 2009 | The All-American Rejects Soundcheck Vol. 2 | Erstveröffentlichung: 10. Februar 2009  |
| 2009 | The Wind Blows: The Remixes                | Erstveröffentlichung: 2. Juni 2009      |
| 2009 | I Wanna: The Remixes                       | Erstveröffentlichung: 11. August 2009   |
| 2012 | Flatline EP                                | Erstveröffentlichung: 13. November 2012 |

### Singles
| Jahr | Titel Album                              | Höchstplatzierung, Gesamtwochen, AuszeichnungChartplatzierungen (Jahr, Titel, Album, Platzierungen, Wochen, Auszeichnungen, Anmerkungen) | Höchstplatzierung, Gesamtwochen, AuszeichnungChartplatzierungen (Jahr, Titel, Album, Platzierungen, Wochen, Auszeichnungen, Anmerkungen) | Höchstplatzierung, Gesamtwochen, AuszeichnungChartplatzierungen (Jahr, Titel, Album, Platzierungen, Wochen, Auszeichnungen, Anmerkungen) | Höchstplatzierung, Gesamtwochen, AuszeichnungChartplatzierungen (Jahr, Titel, Album, Platzierungen, Wochen, Auszeichnungen, Anmerkungen) | Höchstplatzierung, Gesamtwochen, AuszeichnungChartplatzierungen (Jahr, Titel, Album, Platzierungen, Wochen, Auszeichnungen, Anmerkungen) | Anmerkungen                              |
| Jahr | Titel Album                              | DE | AT | CH | UK | US | Anmerkungen                              |
| ---- | ---------------------------------------- | --- | --- | --- | --- | --- | ---------------------------------------- |
| 2002 | Swing, Swing The All-American Rejects    | — | — | — | UK13 Silber · (6 Wo.)UK | US60 (11 Wo.)US | Erstveröffentlichung: 2. Dezember 2002   |
| 2003 | The Last Song The All-American Rejects   | — | — | — | UK69 (1 Wo.)UK | — | Erstveröffentlichung: 11. April 2003     |
| 2005 | Dirty Little Secret Move Along           | — | — | — | UK18 Platin · (17 Wo.)UK | US9 ×6Sechsfachplatin · (39 Wo.)US | Erstveröffentlichung: 6. Juni 2005       |
| 2006 | Move Along                               | — | — | — | UK42 Silber · (6 Wo.)UK | US15 (39 Wo.)US | Erstveröffentlichung: 27. Februar 2006   |
| 2006 | It Ends Tonight Move Along               | — | — | — | UK66 (2 Wo.)UK | US8 (23 Wo.)US | Erstveröffentlichung: 19. September 2006 |
| 2008 | Gives You Hell When the World Comes Down | DE15 Gold · (22 Wo.)DE | AT7 (29 Wo.)AT | CH30 (19 Wo.)CH | UK18 Platin · (21 Wo.)UK | US4 ×9Neunfachplatin · (36 Wo.)US | Erstveröffentlichung: 30. September 2008 |
| 2009 | I Wanna When the World Comes Down        | DE45 (7 Wo.)DE | AT42 (4 Wo.)AT | — | UK84 (1 Wo.)UK | US92 (2 Wo.)US | Erstveröffentlichung: 8. Juni 2009       |

Weitere Singles
- 2003: Time Stands Still
- 2009: The Wind Blows
- 2012: Beekeeper’s Daughter
- 2012: Kids in the Street
- 2012: Heartbeat Slowing Down
- 2015: There’s a Place
- 2017: Sweat

## Auszeichnungen für Musikverkäufe
| Goldene Schallplatte - Australien - 2009: für die Single I Wanna - Kanada - 2005: für das Album The All-American Rejects - Neuseeland - 2020: für das Album Move Along - 2022: für das Album When the World Comes Down | Platin-Schallplatte - Australien - 2009: für die Single Gives You Hell - Kanada - 2007: für das Album Move Along - Neuseeland - 2021: für die Single Dirty Little Secret 2× Platin-Schallplatte - Neuseeland - 2022: für die Single Gives You Hell |

Anmerkung: Auszeichnungen in Ländern aus den Charttabellen bzw. Chartboxen sind in ebendiesen zu finden.
| Land/RegionAuszeichnungen für Musikverkäufe (Land/Region, Auszeichnungen, Verkäufe, Quellen) | Silber     | Gold     | Platin       | Verkäufe   | Quellen                   |
| -------------------------------------------------------------------------------------------- | ---------- | -------- | ------------ | ---------- | ------------------------- |
| Australien (ARIA)                                                                            | —          | Gold1    | Platin1      | 105.000    | aria.com.au               |
| Deutschland (BVMI)                                                                           | —          | Gold1    | —            | 150.000    | musikindustrie.de         |
| Kanada (MC)                                                                                  | —          | Gold1    | Platin1      | 150.000    | musiccanada.com           |
| Neuseeland (RMNZ)                                                                            | —          | 2× Gold2 | 3× Platin3   | 105.000    | radioscope.net.nz NZ2 NZ3 |
| Vereinigte Staaten (RIAA)                                                                    | —          | —        | 20× Platin20 | 20.000.000 | riaa.com                  |
| Vereinigtes Königreich (BPI)                                                                 | 4× Silber4 | Gold1    | 2× Platin2   | 1.820.000  | bpi.co.uk                 |
| Insgesamt                                                                                    | 4× Silber4 | 6× Gold6 | 27× Platin27 |            |                           |

## Beiträge für Soundtracks
- American Pie – Jetzt wird geheiratet (2003) – Swing, Swing
- O.C., California (2005) – Swing, Swing
- Rache ist sexy (2006) – Dirty Little Secret
- She’s the Man – Voll mein Typ! (2006) – Dirty Little Secret • Move Along
- Triff die Robinsons (2006) – The Future Has Arrived
- Smallville (2006) – It Ends Tonight
- The Hitcher (2007) – Move Along
- One Tree Hill (2005) – Move Along
- Burnout Revenge (2006) – Top of the World
- Laguna Beach (2006) – It Ends Tonight • Dirty Little Secret
- House Bunny (2008) – I Wanna
- Nur über ihre Leiche (2008) – Move Along
- Transformers – Die Rache (2009) – Real World
- Vampire Diaries – Back to Me
- Alice im Wunderland (2010) – The Poison
- Bionicle – Move Along

## Auszeichnungen

### 2003
- MTV Video Music Award – nominiert in der Kategorie "Best New Artist"

### 2004
- Music Video Production Association Award – nominiert in der Kategorie "Best Pop Video" mit "The Last Song"

### 2006
- MTV Video Music Award – Kategorie gewonnen "Best Group Video" mit "Move Along"
- MuchMusic Video Award – nominiert in der Kategorie "Best International Group" mit "Dirty Little Secret"

### 2008
- Aufgenommen in der Oklahoma Music Hall of Fame – "Rising Star"

## Sonstiges
Die Band hatte einen Gastauftritt in der Serie Smallville, 90210 und bei Dr. House - (Staffel 3, Folge 17 „Erster Kontakt“). 